# Grand Hotel Rimini
 (mars 2020).
Pour les articles homonymes, voir Grand Hôtel.
Le Grand Hôtel Rimini est un historique hôtel de luxe de Rimini, élu monument national en 1994 et situé dans le parc Federico Fellini. 

## Histoire
Il a été conçu par l'architecte uruguayen Paolo Somazzi et inauguré le 1er juillet 1908. La structure n'a pas changé au fil du temps, jusqu'à l'été 1920, lorsqu'un incendie a obligé à retirer les deux dômes qui surmontaient le Grand Hôtel. 
Cependant, les conséquences de la Seconde Guerre mondiale ont nécessité une restauration substantielle: les années 1950 ont vu une rénovation totale de la structure, qui n'a cependant pas été déformée. 
Il est toujours considéré comme l'un des hôtels les plus prestigieux de la Riviera romagnole. L'hôtel a également connu une renommée mondiale, avec le réalisateur de Rimini Federico Fellini, grand amoureux du Grand Hotel, qui y a tourné son film Amarcord : l'Hôtel y est la pièce maîtresse du film.

## Structure
Le bâtiment dispose de 200 chambres, de terrasses spacieuses et d'une imposante façade Art nouveau. À l'intérieur, après avoir traversé le jardin exotique, on peut toujours admirer les meubles français et vénitiens du XVIIIe siècle, qui évoquent des atmosphères évocatrices du passé. 
En 1992, un centre de congrès moderne a été inauguré à côté de la structure, pour accueillir divers événements annuels au niveau national et international. 
À l'extérieur, il y a le parc Fellini (dont la place abrite de nombreux événements), avec ses grands espaces verts et ses chemins pavés, qui culminent dans la Fontana dei Quattro Cavalli. 

## Reconnaissance
Après avoir été élu monument national en 1984, dix ans plus tard, en 1994, le Grand Hotel di Rimini a été déclaré monument national par la Surintendance des Beaux-Arts. 

## Images

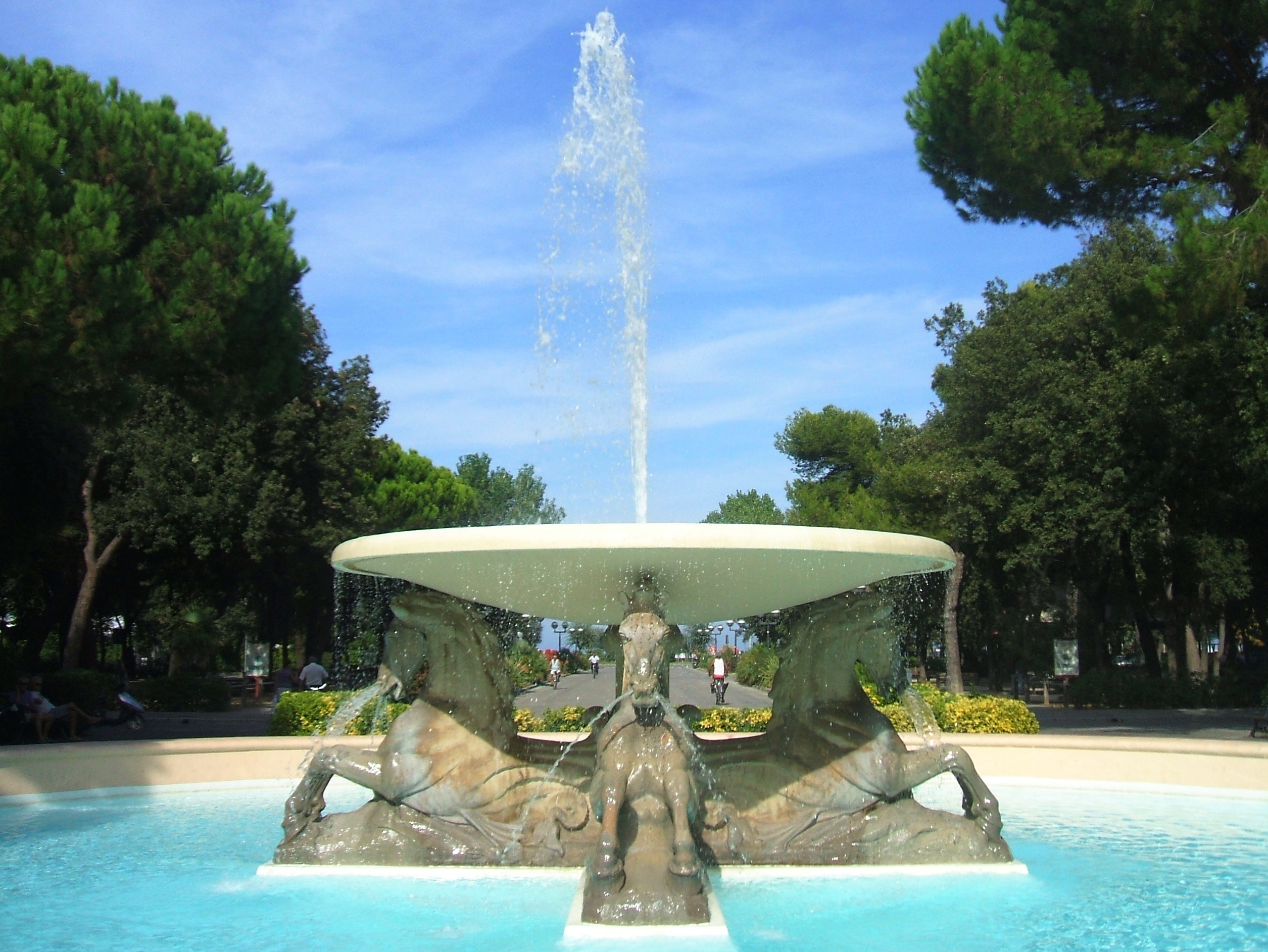
La fontaine Quattro Cavalli, située dans le parc Fellini.
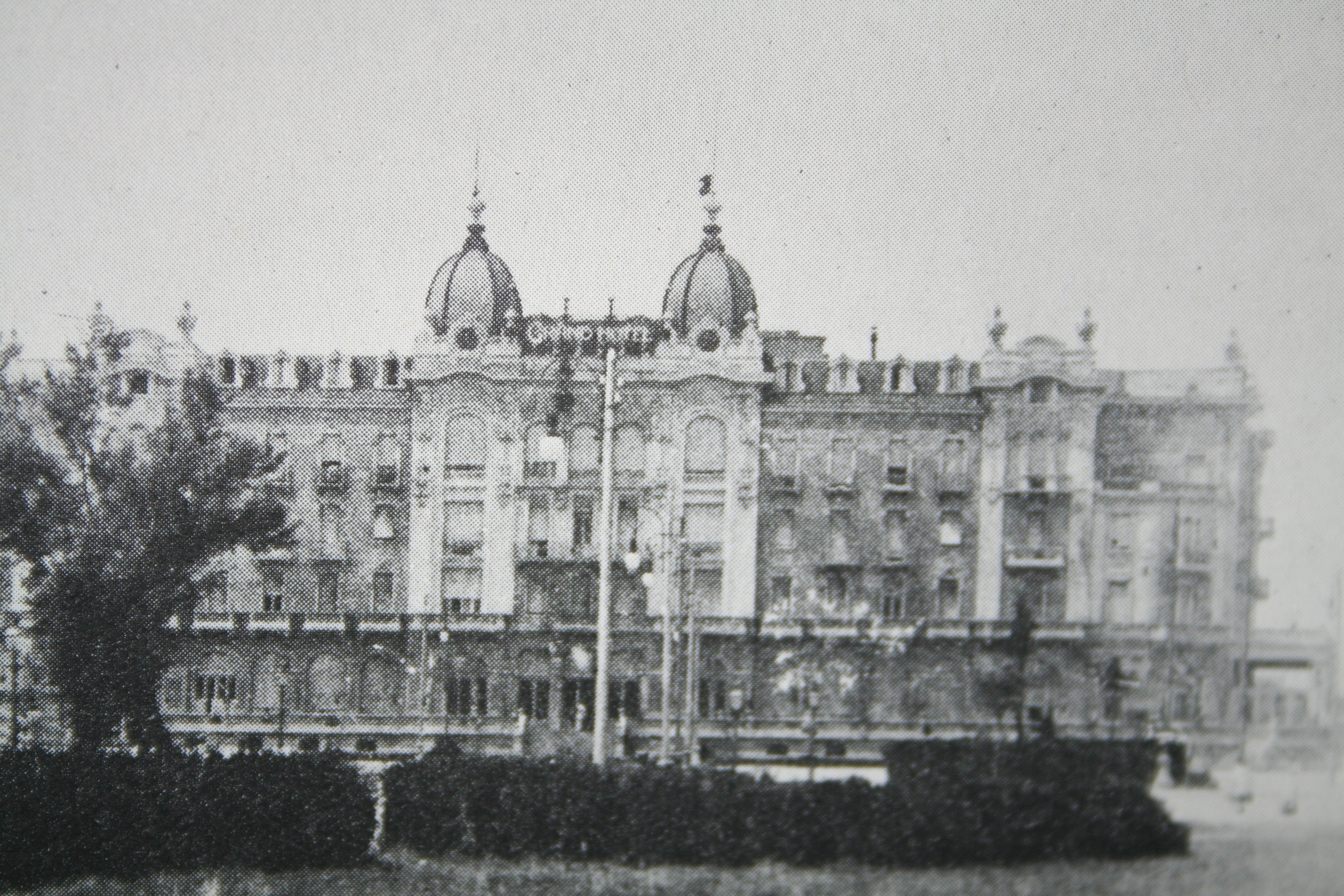
Le Grand Hotel tel qu'il apparaissait avant l'incendie de 1920.
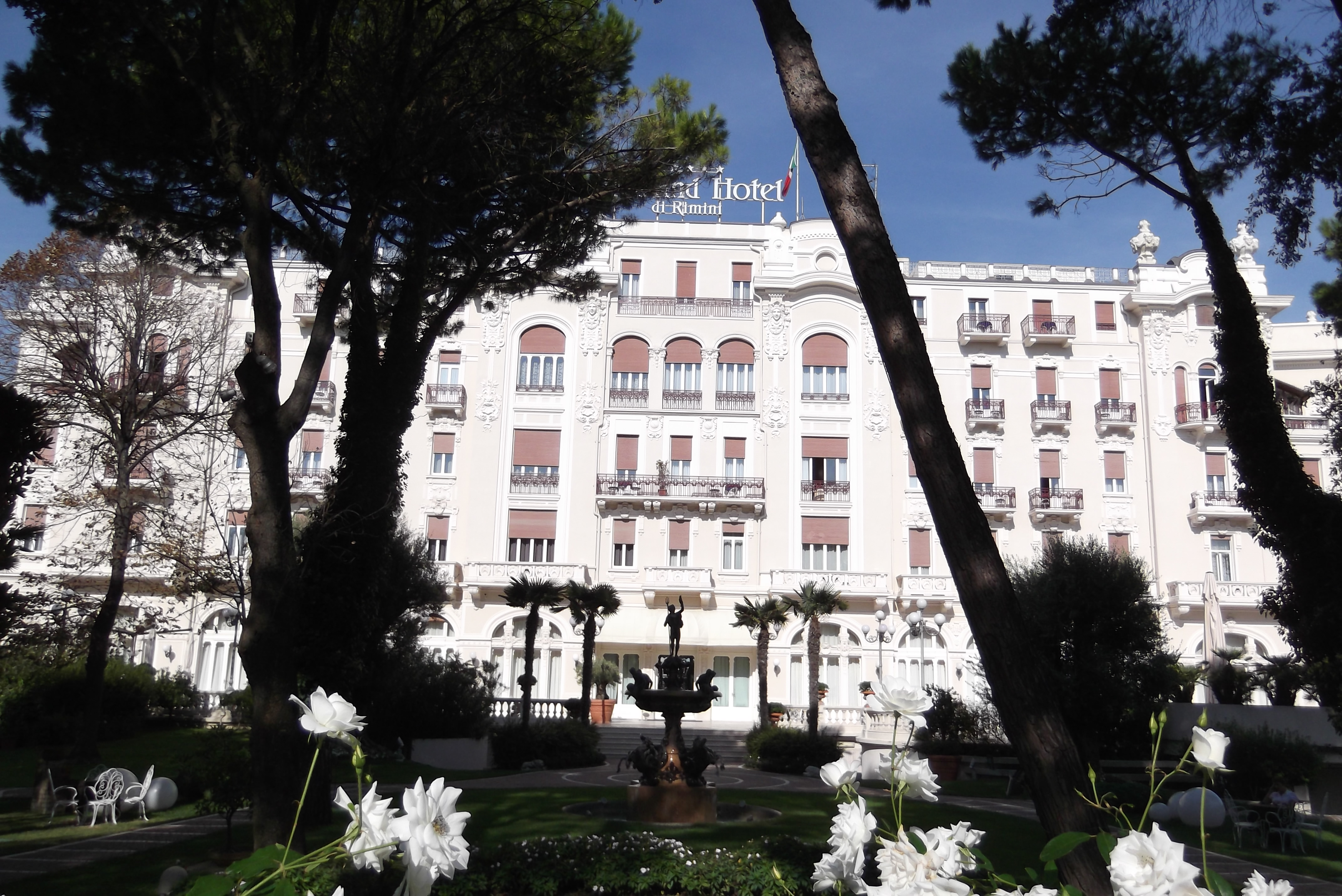